# SPHL 2008/09
Die Saison 2008/09 war die fünfte reguläre Saison der Southern Professional Hockey League. Die sechs Teams absolvierten in der regulären Saison je 60 Begegnungen. Das punktbeste Team der regulären Saison waren die Knoxville Ice Bears, die in den Play-offs außerdem zum dritten Mal den President’s Cup gewannen.

## Teamänderungen
Folgende Änderungen wurden vor Beginn der Saison vorgenommen:
- Die Jacksonville Barracudas stellten den Spielbetrieb ein.

## Reguläre Saison

### Abschlusstabelle
Abkürzungen: GP = Spiele, W = Siege, L = Niederlagen, T = Unentschieden, OTL = Niederlage nach Overtime, GF = Erzielte Tore, GA = Gegentore, Pts = Punkte
|                       | GP | W  | L  | OTL | SOL | GF  | GA  | Pts |
| --------------------- | -- | -- | -- | --- | --- | --- | --- | --- |
| Knoxville Ice Bears   | 60 | 35 | 16 | 5   | 4   | 216 | 171 | 79  |
| Columbus Cottonmouths | 60 | 31 | 22 | 5   | 2   | 194 | 196 | 69  |
| Fayetteville FireAntz | 60 | 30 | 25 | 2   | 3   | 212 | 224 | 65  |
| Huntsville Havoc      | 60 | 29 | 24 | 6   | 1   | 204 | 197 | 65  |
| Richmond Renegades    | 60 | 30 | 27 | 3   | 0   | 215 | 235 | 63  |
| Twin City Cyclones    | 60 | 25 | 29 | 4   | 2   | 208 | 236 | 56  |

### Beste Scorer
Abkürzungen: GP = Spiele, G = Tore, A = Assists, Pts = Punkte, PIM = Strafminuten
| Spieler      | Team                  | GP | G  | A  | Pts | PIM |
| ------------ | --------------------- | -- | -- | -- | --- | --- |
| Kevin Swider | Knoxville Ice Bears   | 55 | 37 | 55 | 92  | 44  |
| Rob Sich     | Fayetteville FireAntz | 58 | 40 | 38 | 78  | 141 |
| Don Melnyk   | Twin City Cyclones    | 60 | 26 | 51 | 77  | 39  |
| Tim Vitek    | Knoxville Ice Bears   | 58 | 26 | 50 | 76  | 38  |
| Tim Green    | Columbus Cottonmouths | 60 | 35 | 40 | 75  | 79  |

## President’s-Cup-Playoffs
|  | President’s-Cup-Halbfinale | President’s-Cup-Halbfinale | President’s-Cup-Halbfinale |  |  | President’s-Cup-Finale | President’s-Cup-Finale | President’s-Cup-Finale |
|  |                            |                            |                            |  |  |                        |                        |                        |
|  |                            |                            |                            |  |  |                        |                        |                        |
|  | 1                          | Knoxville Ice Bears        | 3                          |  |  |                        |                        |                        |
|  | 4                          | Huntsville Havoc           | 2                          |  |  |                        |                        |                        |
|  |                            |                            |                            |  |  | 1                      | Knoxville Ice Bears    | 4                      |
|  |                            |                            |                            |  |  | 3                      | Fayetteville FireAntz  | 3                      |
|  | 2                          | Columbus Cottonmouths      | 2                          |  |  |                        |                        |                        |
|  | 3                          | Fayetteville FireAntz      | 3                          |  |  |                        |                        |                        |
|  |                            |                            |                            |  |  |                        |                        |                        |

## Vergebene Trophäen
| Auszeichnung                                                   | Spieler             | Team                |
| -------------------------------------------------------------- | ------------------- | ------------------- |
| Coach of the Year Bester Trainer                               | Scott Hillman       | Knoxville Ice Bears |
| Most Valuable Player Bester Spieler der regulären Saison       | Travis Kauffeldt    | Huntsville Havoc    |
| Scoring Leader Bester Scorer der regulären Saison              | Kevin Swider        | Knoxville Ice Bears |
| Rookie of the Year Bester Rookie der regulären Saison          | Michael Richard     | Twin City Cyclones  |
| Defenseman of the Year Bester Verteidiger der regulären Saison | Kevin Harris        | Knoxville Ice Bears |
| Goaltender of the Year Bester Torhüter der regulären Saison    | Andrew Gallant      | Knoxville Ice Bears |
| President’s Cup Gewinner der Playoffs                          | Knoxville Ice Bears | Knoxville Ice Bears |
| William B. Coffey Trophy Bestes Team der regulären Saison      | Knoxville Ice Bears | Knoxville Ice Bears |